# Эль-Карак

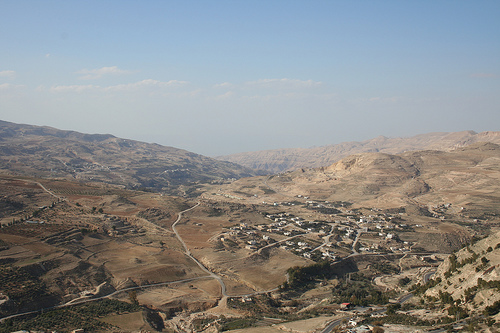
Типичный ландшафт вокруг Эль-Карака. Вид с крепости.

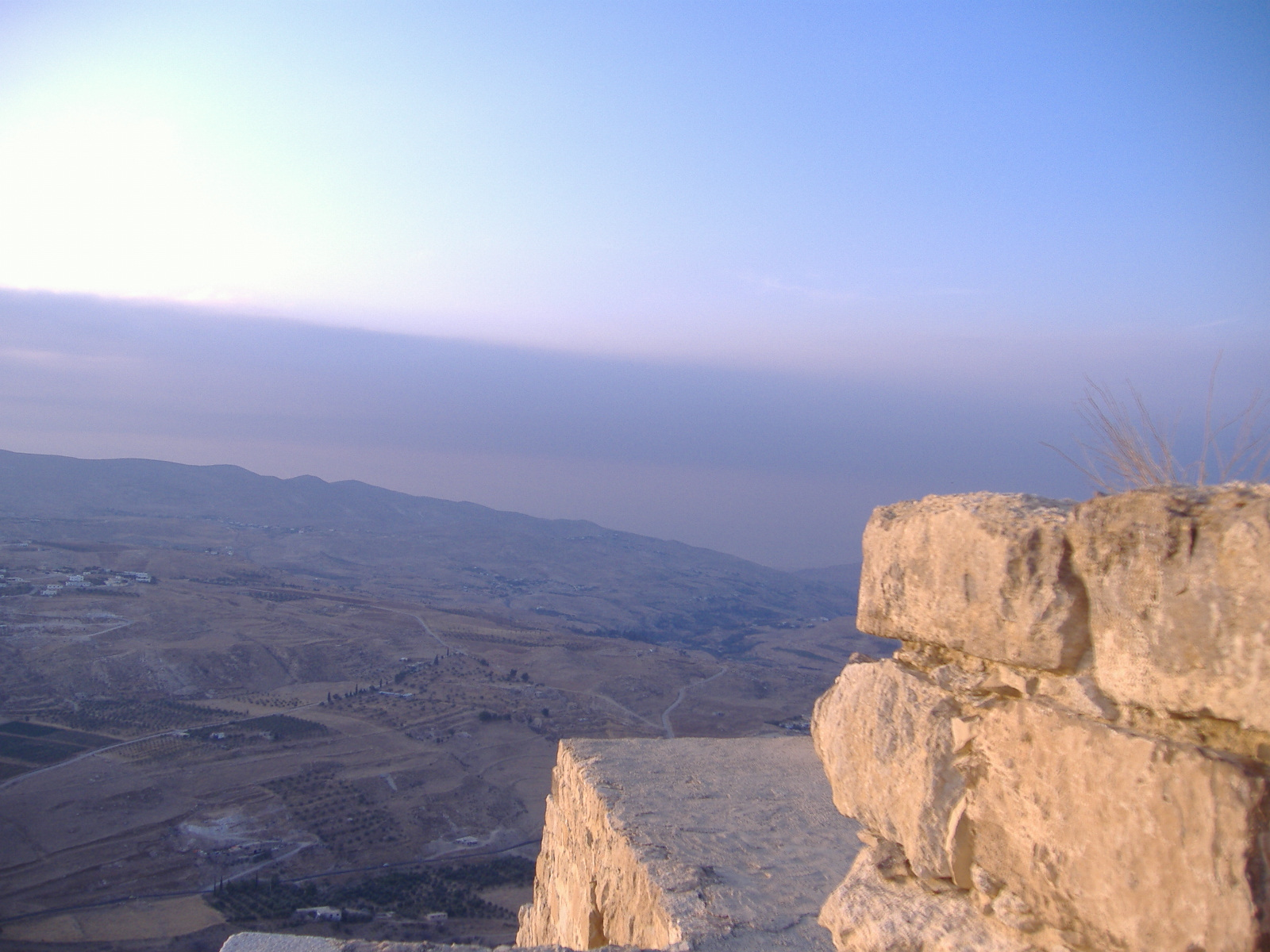
Вид окрестностей с замка в Эль-Караке. В хорошую погоду отсюда можно увидеть противоположный берег Мёртвого моря (Израиль), расположенный к западу от города

Эль-Ка́рак (араб. الكرك‎) — город, расположенный на западе Иордании, и являющийся административным центром и крупнейшим населённым пунктом одноимённой мухафазы Эль-Карак. Располагаясь на торговом пути царей, в 140 км к югу от Аммана, Эль-Карак, некогда, был частью Иерусалимского королевства. Город развился вокруг крепости крестоносцев, возвышающейся на высоте около 1000 метров над уровнем моря, с которой можно без труда увидеть Мёртвое море. Имеются различные версии произношения и написания названия города на русском языке, среди которых наиболее часто встречающиеся: Эль-Карак, Карак, Керак, Аль-Карак.

## География

### Физико-географическое положение
Город находится на западе Иордании, в некотором отдалении от Мёртвого моря и израильской границы. Город разместился в ландшафтной области, которую с севера ограничивает вади аль-Муджиб, с юга вади аль-Хаса, а с запада Мёртвое море. Эта область представляет собой достаточно пересечённую местность, изрезанную сухими долинами. Почвы коричневые и серо-коричневые, характерные для кустарниковых степей. Одно из названий этой ландшафтной области — Ар.
Эль-Карак расположился на плато треугольной формы, которое возвышается более чем на 300—400 м над окружающей территорией. Плато имеет естественное происхождение и является частью одноимённого вади или сухой долины (араб. wādīs‎ — «долина»). Город лежит в южной части плато, форма которого сужается к югу. Таким образом, с трёх сторон город окружают крутые склоны вади.
Климат Эль-Карака типичный средиземноморский — большая часть осадков приходится на зимний период. Климат засушливый, осадков выпадает немного — порядка 200—300 мм в год. Так как город находится на высоте около 1000 м над уровнем моря, зимы достаточно прохладные и ветреные, изредка бывает снег. Средняя температура в январе — около 10 °C, в июле — 28°.

### Экономико-географическое положение
К югу от Эль-Карака находятся два небольших городка: Эс-Сафия, специализирующийся на химическом производстве (прежде всего, калийные удобрения) и Эт-Тафила, где производится цемент. К востоку от города находятся важные транспортные узлы Иордании, а к северу (140—160 км) расположена главная промышленная зона страны — Амман и Эз-Зарка. Важным элементом в экономико-географическом положении Эль-Карака является его близость к Израилю, через морские порты которого осуществляется вывоз и ввоз продукции в город. Эль-Карак находится в зоне орошаемого земледелия.

### Транспортное положение
Некогда Эль-Карак располагался на так называемой Via Regia (с лат. — «королевская дорога»), являвшейся важным торговым путём Ближнего Востока, берущего начало в Сирии и заканчившегося в Египте.
Сейчас город расположен к западу от главной автомобильной магистрали страны — Пустынное Шоссе (Desert Highway), которая протянулась по стране с севера на юг и объединила все крупные населённые пункты в единую транспортную систему. В этом же месте и в том же направлении протянулась и железная дорога Иордании. Связь Эль-Карака с главными транспортными артериями страны осуществляется посредством сети более мелких автодорог (через следующие транспортные узлы: Эль-Катрана, Маан, Джурф-эр-Даравиш и Амман). Автобусы из Эль-Карака регулярно отправляются в Амман, Эт-Тафилу, Маан, Акабу. Эль-Карак также связан сетью дорог с единственным портом страны — Акабой, через который осуществляется большая часть торговых операций. Помимо Акабы, Эль-Карак использует израильские порты для транспортировки своей продукции.
Преимущества транспортно-географического положения Эль-Карака в том, что он расположен на туристическом маршруте Амман — Эль-Карак — ас Шубак (он же Крак-де-Монреаль) — Петра — Акаба, который объединяет воедино все главные туристические объекты Иордании в единый комплекс. Таким образом, туристы, которые едут из Аммана в Петру, зачастую останавливаются в Эль-Караке.

## История

### Период Моавитян

Карта юга Ближнего Востока, ок. 830 до н.э..
Царство Моав
Иудейское царство
Израильское царство
Филистимляне города-государства
Финикийские государства
Царство Аммон
Царство Идумея (Эдом)
Царство Арамейский Дамаск
Ассирия
арабские племена
Набатейские племена
Арамейские племена

Территория современного Эль-Карака была заселена ещё в железном веке, около 2400 г. до н. э., и населяли её племена моавитян. Согласно Библии, моавитяне произошли, при кровосмешении (инцесте) Лота со своими дочерьми, которые прежде его напоили вином. Вскоре обе дочери родили по сыну — Моав (от кого произошли моавитяне) и Бен-Амми (соответственно, прародитель аммонитян). И моавитяне, и аммонитяне являлись врагами евреев.
В 850 г. до н. э. великий царь моавитян Меша объединил разрозненные племена в, так называемое, Царство Моав, куда вошёл и современный Эль-Карак, именуемый в те времена Кир Моаб (дословно «столица моабитов») и выполнявший преимущественно сельскохозяйственные функции. Столицей же царства стал город Дибон, который впоследствии утратил свои столичные функции, передав их древнему Эль-Караку. Преимущество Кир Моаб давало то, что он располагался на главном караванном пути, связывавшем Египет с Сирией.
В IX веке до н. э. Эль-Карак упоминается и в Библии под названиями Кир, Кирхаре, Кирхарешет и Кир Херес (Kir, Kir Haresh, Kir Hareseth и Kir Heres). Библия рассказывает о том, как царь Израильского царства и его союзники из Иудейского царства и Эдома (Идумеи) уничтожали моавитян, а также осадили царя Меша в его крепости Кирхаре.
Далее Эль-Карак попадает в зависимость от Ассирии, правителем которой тогда был Тиглатпаласар III (Tiglath-Pileser), ссылавший сюда пленников из завоёванного им Дамаска. Как раз таки в период его правления политика истребления завоёванных народов, проводимая предыдущими правителями Ассирии, была заменена политикой массового их переселения из одних районов в другие. Далее Эль-Карак становится важной составляющей частью Набатейского царства.

### Греко-римский период
В течение всего периода расцвета Древней Греции и со времён завоеваний Александра Македонского Эль-Карак не потерял своих важных стратегических функций и был известен под именем Харха (Kharkha).
В 105 (по другим источникам в 205) году н. э. Кирхаре был завоёван римлянами, которые переименовали его в Каракмоба — «крепость, охраняющая Царство Моав». В 295 году н. э. Римская империя, владевшая тогда Палестиной (Эрец-Исраэль), разделила её на три части: Палестина Прима (Palestina Prima), куда вошли Иудея и Самария, со столицей в Кесарии; Палестина Секунда (Palestina Secunda) со столицей в Скифополе — область верхнего Иордана и Генисаретского озера; Палестина Терция (Palestina Tertia), включавшая Идумею и Моав со столицей в Петре. Как раз в составе Терции и находился тогда Эль-Карак.

### Византийский период

Каракмоба на карте-мозаике из церкви в Ум аль-Расасе, датированная VIII веком н. э.

В IV веке н. э. Эль-Карак отошёл к Византии. Во времена Византийской империи он являлся епархией.
Археологические раскопки в Эль-Караке не дали каких-либо находок, которые могли бы свидетельствовать об особенностях архитектуры того времени. Следы Византийского периода в Эль-Караке были обнаружены лишь на раскопках в греческой церкви Святого Георга.
Судить об особенностях Эль-Карака этого времени можно посредством анализа двух мозаичных карт, расположенных в церквях Иордании: в городе Мадаба (датированная VI веком) и в городе Ум Аль-Расас (созданная примерно в 718 году).
На обеих картах современный Эль-Карак (на карте он обозначен как Каракмоба) изображён как город, окружённый оборонительной стеной; хотя крепость была построена крестоносцами лишь в XII веке. В южной части отчётливо прослеживаются ворота, защищённые двумя башнями. В левой части расположена небольшая церковь с красной крышей. На картинке, с юга на север протянулось три ряда улиц, центральная из которых ведёт к большой церкви, вероятнее всего, являвшуюся кафедральным собором. Большая церковь может соответствовать современной церкви Джами аль-Умар (Jami' al-'Umar), тогда как маленькая церковь имеет два варианта соответствия: либо это церковь Св. Георга (the Church of St. George), либо церковь Аль-Кадир (al-Khadir). Такое обилие церквей и дало историкам повод полагать, что Эль-Карак в Византийский период являлся епархией.
629 годом датируется первое достоверно известное противостояние мусульман и Византийской империи. А уже в 636 году Эль-Карак впервые завоёван мусульманами, и местные христиане стали жить в соответствии с законами шариата.

### Период крестоносцев

Каракмоба на карте-мозаике из церкви в Мадабе (Иордания), датированная VI веком н. э.

Начало становления Эль-Карака, как неприступной крепости, пришлось на XII век, когда на Ближнем Востоке появились крестоносцы. Возведение крепости крестоносцев началось в 1142 году под управлением Пайена де Мильи — в другой транскрипции Паган или Паганус (фр. Payen le Bouteiller) — являвшимся одновременно сеньором Трансиордании или Земли за Иорданом (Oultrejordain) и дворецким короля Фулька V Иерусалимского (фр. Foulque V), более известного как Фульк Молодой. Крестоносцы назвали этот форт Крак Моавский или Крак-де-Моав (Crac des Moabites или Kerak in Moab), что в переводе означает «крепость в Земле Моавской». Строительство её заняло около двадцати лет и закончилось оно в 1161 году. Тогда же Эль-Карак становится столицей и резиденцией короля Трансиордании (или Заиорданья), переняв столичные функции у ослабленной крепости Крак-де-Монреаль (Crac de Montreal), сооружённой ещё в 1115—1116 годах в Идумее (несколько южнее Эль-Карака), по приказу короля Балдуина I. Эль-Карак имел значительные стратегические преимущества, располагаясь к востоку от реки Иордан, так как с его позиций было возможно контролировать действия кочевавших пастухов-бедуинов и следить за торговыми путями из Дамаска и Каира, а также маршрутами хаджа в Мекку. Преемники Пайена де Мильи — и его же племянники Морис (1147 г.) и Филипп де Милли (1161 г.) (последний являлся седьмым по счёту Великим Магистром Тамплиеров) добавили башни и защитные сооружения на северной и южной сторонах, дополнив их двумя глубокими рвами (южный ров был наполнен водой и служил резервуаром для её хранения).
Также Крак-де-Моав вошёл в цепь крепостных укреплений, протянувшихся от египетской границы (близ залива Акаба) до Турции. Эль-Карак, как и все остальные пункты в этой цепи крепостных укреплений, должен был обеспечивать передачу сообщений на всём её протяжении, посредством ночного использования аналога гелиографа или светопередатчика. Таким образом, сообщение отправленное из пункта, находящегося у залива Акаба, поступало в крепость, расположенную чуть севернее. В свою очередь эта крепость передавала это же сообщение в другой пункт, расположенный также севернее от него. И так одно послание менее чем за 12 часов могло дойти с египетской границы до турецкой или же в обратном направлении.
В начале 1170-х годов Крак-де-Моаву удалось успешно отразить несколько осад. В 1176 году он переходит под управление печально известного Рено де Шатийона, прославившегося своими безрассудными и варварскими выходками, и отличавшимся чрезмерной жестокостью. Имеются факты, что Рено де Шатийон, сбрасывал с крепостной стены мусульманских пленников, на головы которым были одеты деревянные ящики и с кандалами на шее. Их сбрасывали с высоты 450 метров живыми и в полном сознании, и смерть наступала лишь с ударом о землю. Другой формой проявления жестокости Рено де Шатийона было то, что он приказывал сажать пленников в очень тесные ямы. За такое варварское поведение, историки его прозвали «франкский бедуин».
Рено де Шатильону удалось получить управление над Эль-Караком после женитьбы на Стефаньи де Милли — дочери Филиппа де Мильи, вдове Онфруа III де Торона и невестки Онфруа II. Нарушив все ранее достигнутые договорённости, он начал грабить торговые караваны и паломников, следующих в Мекку, атаковал обитель ислама — Хиджаз и нападал на арабские порты на Красном море, и даже угрожал святыне мусульман — Мекке. В частности осенью 1182 года Рено де Шатийон организовал дерзкий морской рейд на судах которые были построены и испытаны на Мёртвом море, а затем разобраны и перенесены на побережье Красного моря с помощью верблюдов. Рено де Шатийону даже удалось захватить Акабу, создав тем самым плацдарм для атак на мусульманские святыни. Три из пяти больших кораблей около полугода наводили страх и ужас на жителей мусульманских владений.

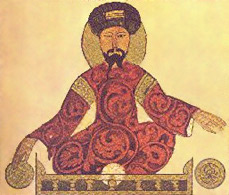
Салах ад-Дин

На эти действия без промедления отреагировал Салах ад-Дин — правитель Сирии и Египта, который объявил государству крестоносцев войну. Он поклялся отомстить и собственноручно убить Рено де Шатийона. Весной 1183 года заместители Салах ад-Дина в Египте построили корабли и спустили их в Красное море. Вскоре флот (не более 900 человек) Рено де Шатийона был вынужден выйти на сушу и принять бой. В трёхдневной битве крестоносцы потерпели поражение, каждого из них церемониально обезглавили в разных городах империи Салах ад-Дина.
Осенью 1183 года и в конце лета 1184 года Салах ад-Дин попытался захватить крепость Рено де Шатийона, но обе попытки оказались безуспешными. Так, в 1184 году Салах ад-Дин окружил город и начал осаду. Как раз в это время проходила свадьба Онфруа IV де Торона и Изабеллы Иерусалимской, и после ряда переговоров проведённых с Салах ад-Дином, он милостиво согласился не атаковать ту часть замка, где проходила церемония бракосочетания, а сосредоточился на разрушении остальной части крепости. Но вскоре Салах ад-Дин был вынужден прекратить осаду в связи с тем, что на подмогу Рено де Шатийону подоспела армия его союзника — короля Балдуина IV.
То ли в конце 1186 года, то ли в начале 1187 года Рено де Шатийон снова ограбил богатый мусульманский караван, выручка от которого составила 200 000 золотых. Имеется предположение, что с караваном могла следовать сестра Салах ад-Дина, которую возможно изнасиловал 61-летний Рено.

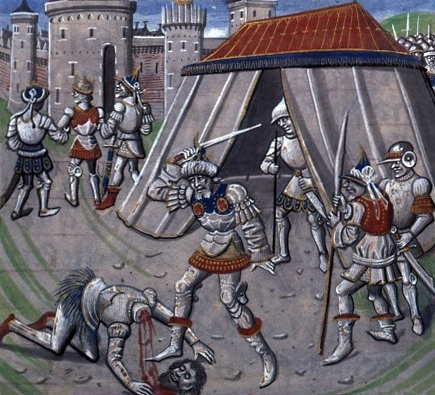
Смерть Рено де Шатийона от рук Салах ад-Дина, во время битвы при Хаттине

Салах ад-Дин со своей стороны устроил 1 мая 1187 года рейд на христианские территории в Галилее. Всё шло к решающему сражению, которое состоялось при Хаттине, где армия крестоносцев потерпела сокрушительное поражение. Салах ад-Дин великодушно позволил уйти всем пленникам, прежде участвующим в сражении, кроме Рено де Шатийона, которого он собственноручно обезглавил. А голова его ещё долго использовалась в пропагандистских целях: её возили по мусульманским городам, дабы показать народу, что «повелитель держит слово, а их злейший враг, князь Арнаут, мёртв и больше не вернётся». После этой битвы Салах ад-Дин снова окружил Крак-де-Моав и после восьмимесячной осады взял его штурмом в 1188 году.
Имеются факты, говорящие о том, что во время этой осады, оборонявшие город воины отдавали своих жён и детей в рабство, в обмен на продовольствие. Но после капитуляции они получили своих близких назад от великодушного победителя, который даже разрешил им беспрепятственно уйти на территорию христиан. Нельзя, однако, с уверенностью утверждать, что случай с продажей жён и детей действительно имел место при осаде Эль-Карака; вполне возможно, нечто подобное произошло во время осады Крак-де-Монреаля, который продержался на несколько месяцев дольше и капитулировал только в 1189 году. Также вполне может быть так, что подобное происходило при осадах обеих крепостей. С этих событий начался процесс постепенного вытеснения крестоносцев с Ближнего Востока мусульманами.

### Период мусульман
С 1188 года замок Крак, или аль-Керак так никогда больше и не принадлежал крестоносцам в отличие от многих других крепостей на Ближнем Востоке, которые меняли хозяев на протяжении всего XIII века (некоторые крепости многократно переходили из одних рук в другие).
Во время правления Айюбидов (до 1263 года) и Мамлюков (с 1263 года) город стал столицей территории покрывающей большую часть современной Иордании, играя, при этом, в течение двух столетий одну из центральных ролей во внутренней политике Ближнего Востока. Из средневековых источников известно что, айюбиды несколько изменили и реконструировали замок и город. Позже Эль-Карак стал столицей целого королевства Мамлюков, когда правивший в то время султан ан-Насир Ахмад перенёс столицу из Каира. Но вскоре он был вынужден сдать свои полномочия. На Эль-Карак было осуществлено восемь крупных атак с последующими его осадами, прежде чем его брат и преемник ас-Салих Исмаил захватил таки крепость и вернул себе королевский титул. Во время этих осад Эль-Карак удостоился сомнительной чести быть первым городом на Ближнем Востоке, который был подвергнут обстрелу из артиллерийских пороховых орудий мамлюков.

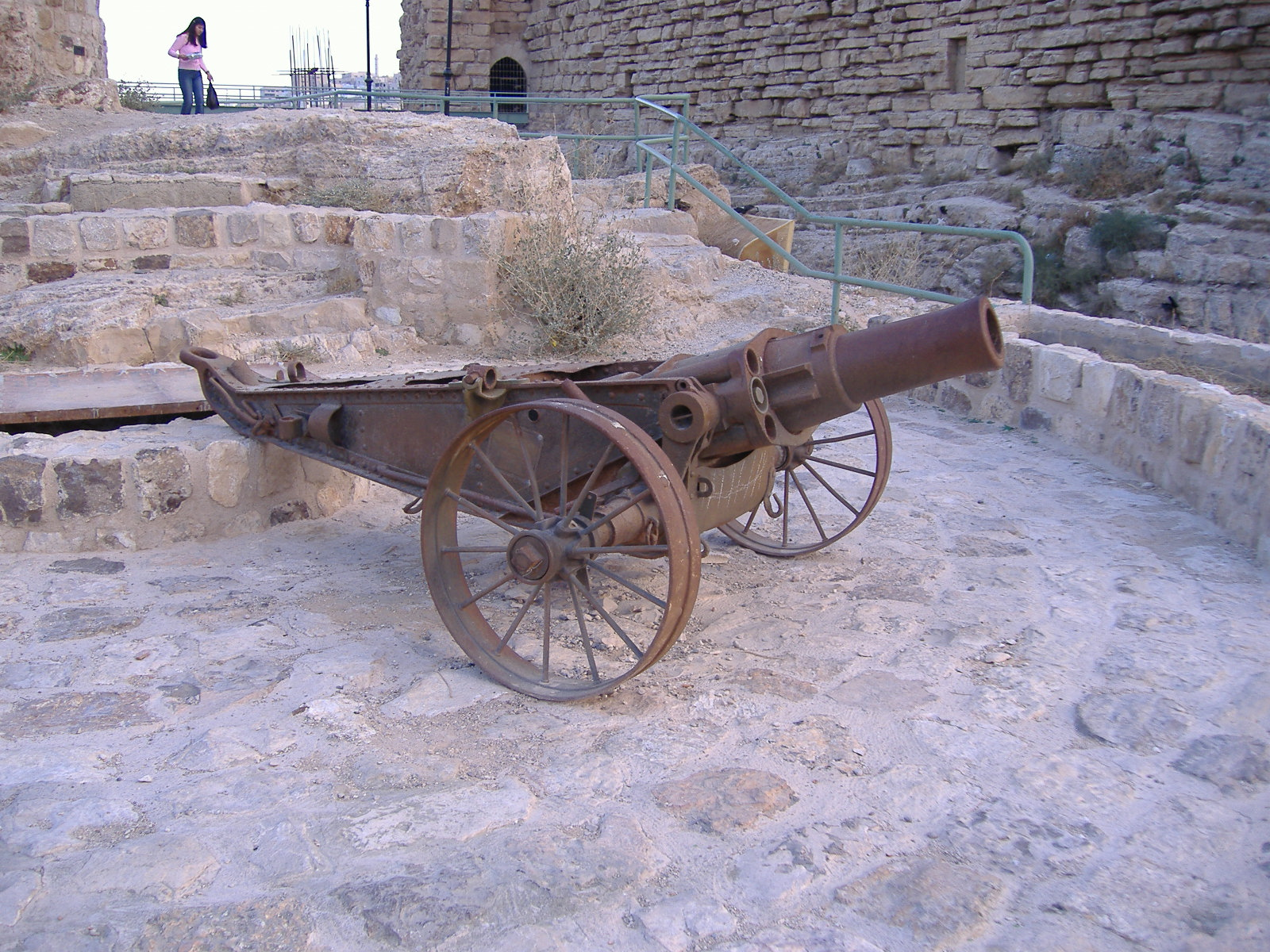
Модифицированная турками английская 5-дюймовая гаубица обр. 1896 года в Эль-Караке

В 1263 году правитель Мамлюков Бейбарс I расширил замок и построил новые башни внушительных размеров, самая крупная из которых возвышалась на северо-западном углу крепости. Также был перестроен и изменён вход в город. На первый взгляд входа не было вовсе, так как были убраны ворота. Но оказалось, что войти можно было в город только через подземный проход, который можно увидеть и сейчас. Имеется легенда, что смерть Бейбарса, которая произошла в 1277 году, связана с другим правителем Эль-Карака аль-Кахиром. Согласно ей Бейбарс будто бы собственноручно напоил аль-Кахира отравленным кумысом из чаши, из которой потом по оплошности выпил и сам. В 1293 году три крепостные башни были разрушены землетрясением.
За всю свою историю Эль-Карак осаждался огромное количество раз, и ни разу вплоть до XIX века его не удавалось взять приступом. В 1840 году Ибрагим-паша из Египта захватил крепость Эль-Карак и разрушил большую часть её защитных сооружений. В 1868 году в Эль-Караке правил Мохаммед аль-Маджали, который участвовал в разрушении Моавитского камня.
В 1880-х годах в районе Эль-Карака шли кровопролитные сражения между мусульманами и христианами. Спокойствие в районе удалось восстановить только после введения многотысячной турецкой армии. В связи с этим в 1879 году девяносто католических и православных семей были вынуждены покинуть Эль-Карак и осесть в Мадабе и в Маине.
Наличие глубоких рвов на северной и южной оконечностях замка обеспечивали ей большую безопасность, но появление изощрённых приспособлений — метательных орудий, известных как баллисты и требушеты, означало, что оборонявшиеся теперь не могли чувствовать себя в полной безопасности во время осад. В XIX веке, с развитием военных технологий, использованием пушек и взрывчатых средств, оборонительные укрепления Эль-Карака становятся ненужными.
В более поздний период Эль-Карак всё чаще становится прибежищем мятежников, а замок использовался как место проведения родовых советов. С 1894 года, после установления над этой территорией турецкой власти, мамлюкский дворец внутри крепости использовался в качестве тюрьмы. Великое арабское восстание положило конец турецкой власти над городом, которая официально прекратилась в 1918 году.

### Двадцатый век
После Первой мировой войны Эль-Карак был в составе южной провинции непродолжительно существовавшего Сирийского королевства. После его падения Эль-Карак отошёл к французам, а в июле 1920 года местные племена объявили его независимым регионом Арабского государства Моав (Arab Government of Moab), с Руфайфаном аль-Маджали (Rufayfan al-Majali) во главе. В 1921 году эта территория становится эмиратом Трансиордании. Эль-Карак теряет свои оборонительные функции и на последующие 60-65 лет он становится сельскохозяйственным центром. В 90-х годах XX-го века к Эль-Караку снова начинает проявляться интерес: в 90-х годах Эль-Карак начинает позиционироваться как важный туристический центр Иордании; а в 1999 году, с помощью США, вокруг города была образована свободная экономическая зона. Эти два события послужили толчком к дальнейшему развитию города.

## Древние названия города

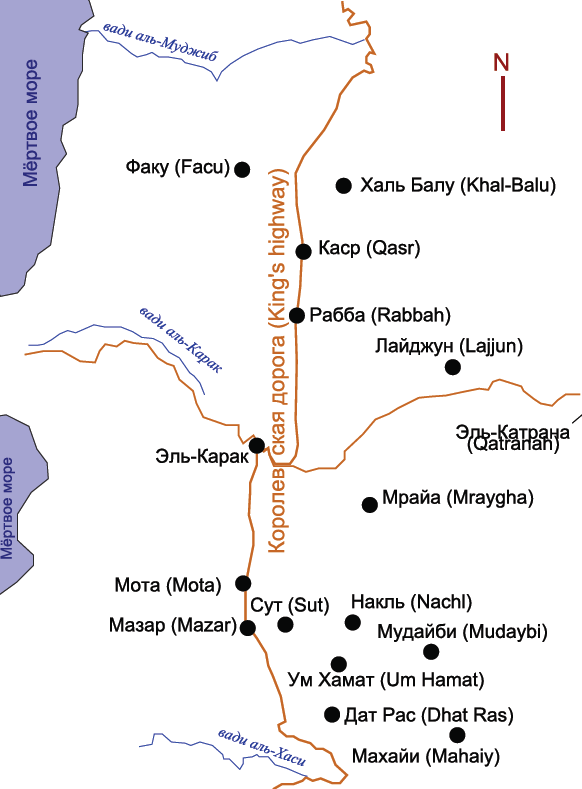
Карта окрестностей Эль-Карака

Арабское название Эль-Карак происходит от арамейского языка, в котором karka означает «город, обнесённый стеной». Но корень krk, значащий «окружать, огораживать», не был свойственен арамейскому языку. Во времена Древнего Рима, Древней Греции и расцвета Византии город назывался Каракмоба (Karaкмoba) — «крепость (замок) Моавитян», имеющее несколько звучаний (Charach-, Charak-), упоминающееся в трудах Клавдия Птолемея (середина II-го века н. э.). Вполне вероятно, название Каракмоба образовалось в Персидский период, когда арамейский язык был официальным языком правительственных органов.
В Библии, территория современного Эль-Карака упоминается, как город Моавитян, под именами: Кир (Kir) (у пророка Исаия), Кир-Херес (Kir-heres) (у пророка Иеремия и у пророка Исаия) и Кирхарешет (Kir-hareseth) (во Второй Книге Царств и у пророка Исаия).
Кир упоминается лишь однажды в книге пророка Исаии, где он описывается параллельно с названием Ар. Именем Ар, по мнению некоторых исследователей, моавитяне обозначали область между вади Муджиб (Wadi Mujib) и вади Хаса (Wadi Hasa). Если Ар было обозначением ландшафтной области или региона, а не города, тогда вероятней всего, что Кир являлся столицей этого региона. Кроме того, на языке моавитян Кир означало «город». По другой версии, столицей этого региона мог быть город Эр-Рабба — er-Rabbah (древнее название Раббатмоба — Rabbathmoba).
Кирхаре и Кирхарешет использовались совместно с понятием Моав, которое упоминается в книгах Исаии и Иеремии. Таким образом, Кирхаре или Кирхарешет являлось столицей Царства Моав. В книгах совсем мало сказано о расположении города, поэтому большее об истории района учёным рассказали записи короля Меша. Согласно им, Дибон (Dibon) являлся столицей Царства Моав, во времена его правления. Будущая столица Царства Моав (Кирхаре или Кирхарешет) располагалась к югу от вади Муджиб, а подобное положение имели как Эль-Карак, так и Эр-Рабба, поэтому они оба способны были именоваться Кирхаре или Кирхарешет и впоследствии быть столицей моавитян.
Только раскопки вокруг обоих поселений позволили установить, что Кирхаре или Кирхарешет могло означать «город в лесистой местности» (от араб. хир — «лес»). Эль-Карак расположен в непосредственной близости от одноимённого вади, и есть вероятность, что склоны вади в те времена могли быть покрыты деревьями. Это — дополнительный аргумент в пользу того, что Эль-Карак был столицей Царства Моав. Но этого аргумента недостаточно для безапелляционного утверждения о столице моавитян, поэтому дополнительным доводом в пользу Эль-Карака служит его расположение на главных торговых путях железного века и Римско-Византийского периода, в то время как Эр-Рабба находился в удалении от них.

## Описания путешественников

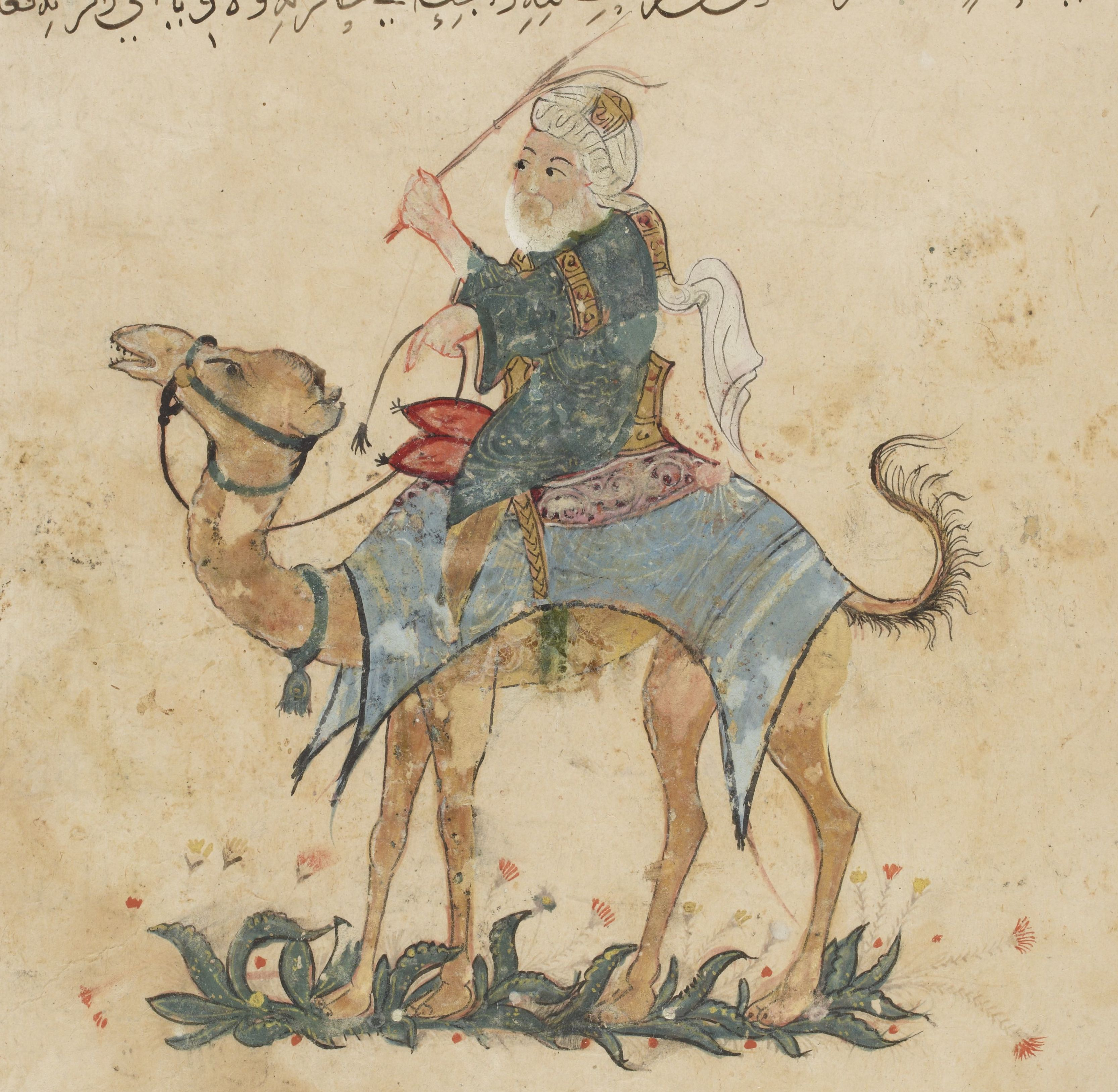
Арабский путешественник Ибн Баттута

Крепость Эль-Карак не раз поражала воображение путников, которым выпадала возможность полюбоваться ей. Имеется множество коротких описаний, заметок, географических очерков путешественников из Арабских стран и Европы. Одним из посетителей Эль-Карака был известный арабский путешественник и странствующий купец XIV века Ибн Баттута. Во время своего необычного путешествия из Северной Африки в Китай, он решил совершить паломничество в Святые для мусульман места — Мекку и Медину. Своё путешествие Ибн Баттута начал в Дамаске, и путь его проходил на юг через территорию современной Иордании, по Королевской дороге — King’s Highway (с араб. Darb al-Malik). В своих записях от 1326 года он отмечает, что паломники сделали остановку в деревне аль-Тания (al-Thāniyya), расположенной на холме к востоку от Эль-Карака, чтобы закупить продовольствия для продолжения похода. Из этого места можно было увидеть Эль-Карак во всей его красе.
...Затем паломники направились к крепости Эль-Карак, которая является одной из самых известных величественных и неприступных крепостей. Она также именуется «Крепость Ворона»... Складывается ощущение, что город со всех сторон окружён глубокими рвами...
Ибн Баттута, 1326 год
До сих пор до подлинно неизвестно происхождение названия «Крепость Ворона» (араб. hisn al-ghurāb) — «Castle of the Raven», но имеются предположения о том, что в названии отображается ворон, изображённый на гербовой печати правителя крестоносцев и главы крепости Рено де Шатийона. На его печати располагалась надпись, которая гласила том, что Рено — государь города Петры, и изображение замка в Эль-Караке. Птица на аверсе печати считается сказочным гриффоном.

## Население
В 1994 году в городе проживало 18,6 тыс. жителей, в 1997 году уже 19 тыс. человек, а в 2004 году число жителей превысило 20 тыс. Сейчас город населяет порядка 22,5 тыс. жителей, а в агломерации Эль-Карака проживает около 68,8 тыс. жителей (2003 год) — это 31,5 % населения мухафазы Эль-Карак.
Бо́льшая часть жителей города — мусульмане, но есть и представители христианской религии. В Эль-Караке сосредоточена самая высокая доля населения исповедующих христианство в Иордании. Многие из живущих сегодня в Эль-Караке христианских семей ведут своё происхождение от византийцев.
По некоторым данным численность населения, концентрирующееся в Эль-Караке и у вокруг него, насчитывает порядка 170 тыс. человек.

## Экономика

### Промышленность

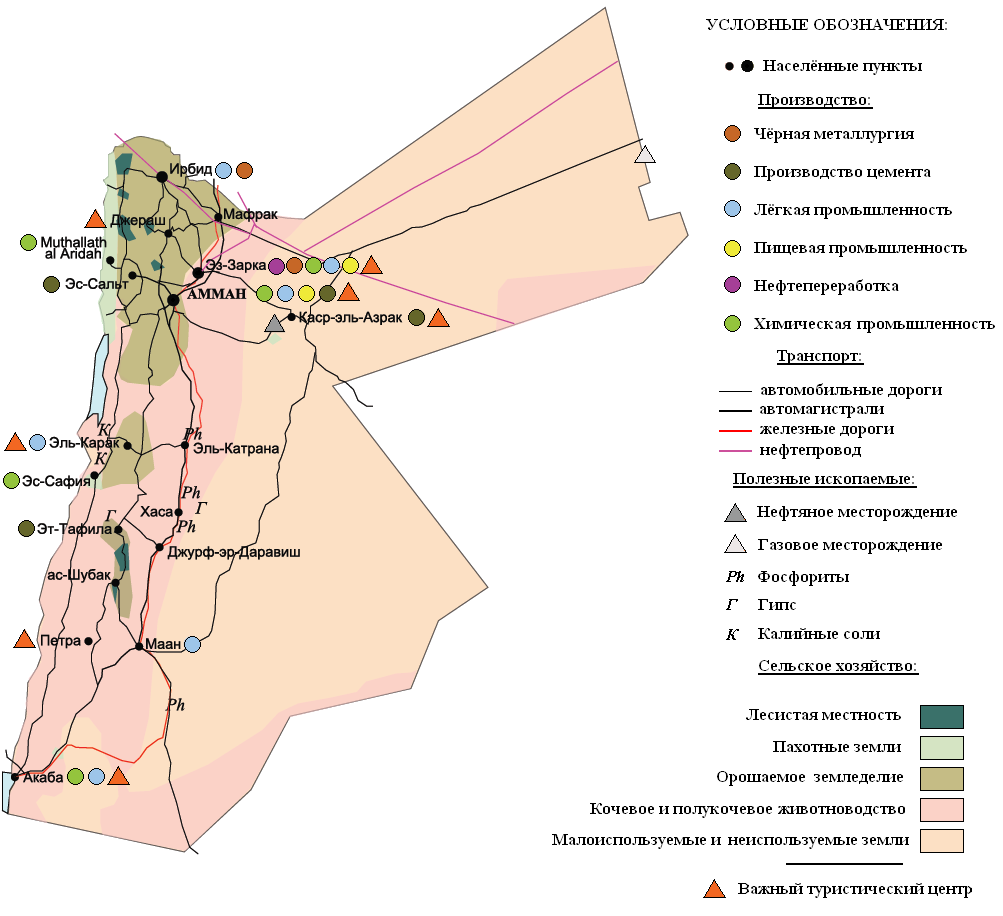
Место Эль-Карака в экономике Иордании

Эль-Карак наряду с девятью другими городами является особой промышленной зоной Иордании (Karak Industrial Estate). В 1985 году правительство Иордании выделило Промышленные зоны (Industrial Estate), для формирования благоприятных условий развития инфраструктуры, промышленности и привлечения частного (в том числе иностранного) капитала. Несколько позже Иордания и США подписали соглашение по которому, товары произведённые в промышленной зоне (в том числе в Эль-Караке), при выполнении ряда условий, имеют возможность поставляться на рынок США без уплаты налогов и акцизов.
Промышленная зона Al-Hussein Bin Abdullah II Industrial Estate (с центром в Эль-Караке) была создана в октябре 1999 года с помощью Jordan Industrial Estates Corporation (JIEC). В 2003 году было отмечено значительное увеличение экспорта из Промышленной Зоны Эль-Карака (в 2003 году экспорт составил $100 млн против $75 млн в 2002 году). За первую четверть 2008 года количество вновь зарегистрированных компаний в этой зоне выросло на 400 %.
Наиболее крупные предприятии, расположенные непосредственно в Эль-Караке — это Camel Textile International Corp. (Тайвань) и Honorway Apparel Ltd., которые занимаются пошивом и производством трикотажных изделий и одежды. Основной рынок сбыта — США. Для вывоза используются порт Акаба (Иордания) и порт Хайфа (Израиль). И та и другая фирма сотрудничают с известными американскими компаниями, так Camel Textile International Corp. поставляет свою продукцию в сеть супер и гипермаркетов Fred Meyer Inc., а Honorway Apparel Ltd. сотрудничает с компанией Jacques Moret Inc. Также в городе распространено кустарное производство различных товаров народного потребления, сувениров и др. предметов домашнего обихода.
В Эль-Караке имеется небольшая электростанция, мощностью 24,5 МВт. Она имеет одну газовую турбину и три дизельные. Станция преимущественно работает на дизельном топливе. Штат сотрудников станции насчитывает всего 10 человек.

### Сельское хозяйство
На территории прилегающей к Эль-Караку достаточно интенсивно развивается орошаемое сельское хозяйство. Здесь выращивают преимущественно пшеницу и ячмень, а также здесь локально распространено культивирование оливы и винограда. В мухафазе Эль-Карак сосредоточено 150 тыс.-160 тыс. дунамов зерновых культур, из которых 90 тыс. дунамов приходится на пшеницу. В 2007 году мухафаз Эль-Карак произвёл 7,388 тонн пшеницы. Около 70 % населения занято в сельском хозяйстве. В самом Эль-Караке производится обработка, переработка и хранение зерна, производство мукомольных и хлебобулочных изделий, их перераспределение и реализация. Для устойчивого обеспечения сельского хозяйства водой, сооружаются цистерны, либо происходит забор воды в весенний период из вади аль-Карак.

### Туризм
Всё производство в городе и близлежащих районах направлено на обеспечение всем необходимым главного сектора экономики Эль-Карака — туристической сферы. В настоящее время в городе активно развивается туристический бизнес и, прежде всего, туристов влечёт сюда прекрасно сохранившаяся крепость Эль-Карак. Туристы посещают город преимущественно по пути из Аммана в Петру.
| год | 1996   | 1997   | 1998   | 1999    | 2000    | 2001   | 1-я пол.2008 |
| число туристов | 83,449 | 99,372 | 90,848 | 124,745 | 133,280 | 84,165 | 83,225       |
| Источник: Info-Prod Research (Middle East) от 30 июля 2008 г. (недоступная ссылка — история)., JTB (недоступная ссылка — история). |        |        |        |         |         |        |              |
| Без учёта внутренних туристов |        |        |        |         |         |        |              |

В 2008 году число туристов резко возросло и составило более 83 тыс. чел за первые полгода, в то время как в первой половине 2007 года их было около 56 тыс. человек (рост составил более 48 %). В 2001 году Эль-Карак занимал пятое место в списке самых посещаемых мест Иордании (более 84 тыс. чел.), после Петры, Джераша, горы Нево и Аджлуна (Калат ар-Рабат).

### Инвестиции
В промышленную сферу Эль-Карака инвестиции поступают, главным образом, из США и Израиля. Это связано, с наличием в Эль-Караке свободной промышленной зоны, товары произведённые в которой, могут поставляться на рынок США по льготным условиям. Одним из условий предоставления таких льгот, является тесное сотрудничество с израильскими компаниями (7 % от стоимости товара должно быть произведено в свободной зоне и не менее 8 % стоимости должно быть создано в Израиле).
Инвестиции в туристическую сферу Эль-Карака осуществляет преимущественно Япония:
- В 1999 году был разработан Проект развития туристической сферы в Эль-Караке. Его финансирование взял на себя японский банк — Japan Bank for International Cooperation (JBIC). В общей сумме различные Японские компании вложили 4,6 млн долл. на реставрацию и реконструкцию крепости и перестройку входов в замок.[36]
- В 2004 году Иордания и Япония совместно разработали Проект развития крепости Эль-Карак (Karak Castle development project)[37], согласно которому в Эль-Караке будет реконструирована часть замка, осуществлён ремонт моста и проведено внедрение новейшей техники (аудио и видеоустройств). Финансирование этого проекта будет осуществляться за счёт гранта правительства Японии (Japanese government grant).[38]

## Достопримечательности
В Сирии, Иордании, Ливане и Израиле только три крепости превосходили Эль-Карак по размерам и величественности: замок крестоносцев Крак-де-Шевалье — Crac des Chevaliers (между Сирийскими городами Хомс и Тартус), мусульманская цитадель Алеппо и Дамаск. Эль-Карак — один из примеров крепости, вобравшей в себя особенности планировки и построения обороны крестоносцев, айюбидов и мамлюков.

### Старый город
Плато, на котором расположена старая часть города, некогда повсеместно было окружено протяжённой защитной стеной. В углах и изгибах стены, дабы обеспечить наилучший обзор за путями, ведущими в город, и для ведения прицельного огня из орудий, располагалось несколько башен, многие из которых сохранились до сих пор.
- Бурдж-аль-Захир — самая большая и массивная башня, расположенная в северо-западной части города. Была построена по приказу султана мамлюков Бейбарса в 1260—1277 годах. По стилю она напоминает донжон, располагающийся в южной части замка, а по форме и очертаниям похожа на туру.
- Бурдж аль-Банави — башня на юго-востоке города, которая была возведена также по приказу Бейбарса . На верхней части башни имеются надписи, говорящие об её основателе, и эмблема, на которой изображены охраняющие вход львы, встречающиеся на множестве других сооружений построенных по приказу Бейбарса. В связи с этим многие историки сходятся на мнении, что это был его родовой герб или эмблема.
- Бурдж аль-Сауб — башня, расположенная чуть северо-восточнее от башни Бурж аль-Банави. Она отличается от всех остальных своим внешним видом и наличием парапета с машикулями — навесными бойницами. Дату основания этой башни историки до сих пор не установили.

| План старой части города |  |  |
| |  |  |
| |  |  |
| |  |  |
| 1. Башня Burj-al-Zāhir 2.Вход в город (Mu'azzam 'Isa) 3.Вход в город 4. Башня Burj al-Sā'ub 5. Башня Burj al-Banawī 5. Замок Красной линией обозначены разрушенные стены |  |  |

Не менее важную роль в обороне города играли его ворота, точное число которых установить, пока не удалось. До настоящего времени в городе сохранилось два входа, вырубленных в скале: первый — близ башни Бурж аль-Захир, а второй около башни Бурж аль-Сауб. Дата постройки второго до сих пор не известна, а вот вход у Бурж аль-Захир имеет надпись, гласящую, что он был построен по приказу султана айюбидов аль-Муаззама Иса в 1227 году. Входы подобной подземной конструкции сооружались в связи с тем, что их было, достаточно легко, защищать, так как одновременно здесь могло находиться небольшое число обороняющихся, а ворота быстро и легко блокировались.
Как раз таки стены, башни и ворота города составляли его первую линию обороны. В случае если противнику удавалось прорвать защитные укрепления и проникнуть внутрь города, защитники и жители могли укрыться в замке и выдерживать длительную его осаду до прихода подкрепления или снятия блокады. Во время крестовых походов нередко случались ситуации, когда крестоносцы прорывались в город, сумев сломить его первую оборонительную линию, но цитадель и городские крепости так и оставались неприступными, а захватчикам приходилось отступать, чтобы не вести военные действия на несколько фронтов, пока продолжалась осада.
Строители крепости хотели выдержать все оборонительные сооружения в едином стиле, но частые блокады города требовали постоянного обновления, усовершенствования и соответствия современным методам ведения военных действий при осадах.
Непосредственно в городе расположена Замковая площадь, где великолепно сохранившиеся административные здания XIX века, выдержанные в османском стиле, сегодня приспособлены под обычные дома, гостиницы, рестораны и кафе, туристические центры с сувенирными и прочими магазинчиками. Также около замка, в районе памятника Салах ад-Дину, находится пешеходная зона, где сосредоточено большинство ресторанов и кафе.

### Замок
Замок находится в южной части города. Его строительство началось в 1142 году и длилось около 20 лет. Для него было отведено плато треугольной формы (длиной 850 метров), сужающееся в южном направлении, которое именуется Скала Пустыни, или Petra Deserti.
Крепость Эль-Карак или Crac des Moabites нередко ошибочно отождествляют с другой крепостью, расположенной совсем в другом месте, хотя и возведённой примерно в одно и то же время — это Крак-де-Шевалье (Crac, или Krak des Chevaliers), названный так по той причине, что с самого своего основания и вплоть до 1271 года он принадлежал братству госпитальеров — рыцарей (от фр. chevaliers).

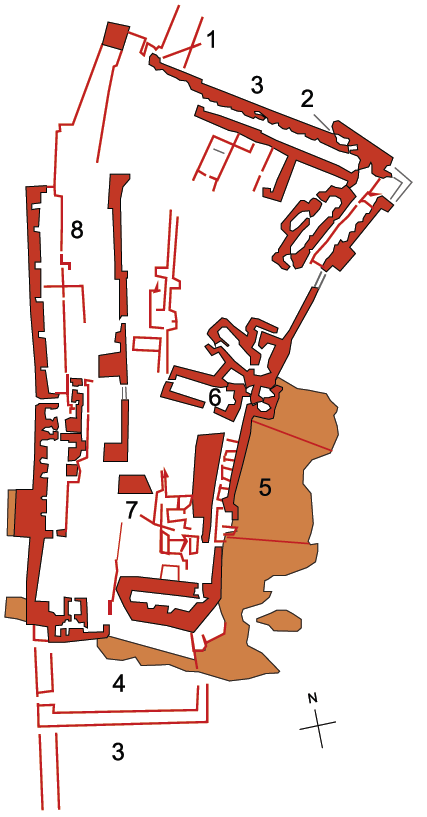
Схема замка в Эль-Караке:
1.Современный вход в замок
2.Изначальный вход в замок
3.Ров перед замком
4.Цистерна, резервуар с водой
5.Гласис
6.Часовня
7.Мамелюкский дворец
8.Музей

Замок имеет примерно 220 метров в длину, 125 метров в ширину в северной части и 40 метров в ширину в южной части, где узкое ущелье, превращённое в широкий ров, отделяет его соседнего, более возвышенного холма — некогда являвшимся излюбленной позицией Салах ад-Дина для ведения артиллерийского огня. После окончания строительства Эль-Карак сразу же стал столицей Трансиорданской сеньории, отобрав этот статус у ослабленного Крак-де-Монреаля (Crac de Montreal) или Шубак (ас-Шобак), как его именовали позднее.
Крепость Эль-Карак сложно назвать красивой, прежде всего она представляет собой впечатляющий образец военного и архитектурного гения крестоносцев. Поэтому специалистам замок будет интересен своими архитектурными изысками и особенностями планировки. Крепость в Эль-Караке представляет собой, прежде всего, подобные лабиринтам, тёмные залы с каменными сводами и множеством протяжённых коридоров. Залы и коридоры этого времени, сохранившиеся лучше всего, находятся под землей, и в них можно легко попасть любому желающему.
Замок разделён внутренними стенами на два двора. Все самые главные и жизненно важные здания — резиденция правителя, церковь, а позднее и мечеть строили в верхнем дворе. А нижний двор служил дополнительной преградой на пути возможных захватчиков — местных арабских племен и монголов, пришедших из Средней Азии.
Объекты периода крестоносцев. Главные, дошедшие до наших дней, элементы архитектуры крестоносцев в Эль-Караке — пониженная терраса в западной части и сводовые арочные залы (в два этажа) непосредственно внутри северной стены. Пониженная терраса обеспечивала обороняющимся хороший обзор над всей территорией расположенной в долине (вади) и над восточными территориями вплоть до Мёртвого моря. Арочные залы использовались как жилые помещения и конюшни, а также в качестве убежища от снарядов осадных орудий. С южной и с северной стороны замка были вырыты глубокие рвы, но постепенно, за несколько столетий, они были заполнены различным обломочным материалом.
Соответственно в замок, можно было пройти только по деревянному подвесному мосту. Сам вход был маленький и узкий, и располагался таким образом, чтобы его было сложно заметить. Маленький вход строился для того, чтобы затруднить, или как минимум замедлить, продвижение атакующих сил внутрь замка. Подобная конструкция с маленьким и незаметным входом, была характерна для цитаделей крестоносцев того же периода постройки. Для удобства туристов был сделан новый проход в западном углу северной стены.
Во всём фасаде замка тёмную и небрежную каменную кладку крестоносцев позднего периода можно отличить от аккуратно уложенных блоков более лёгкого и мягкого известняка, который использовался арабами на последующих исторических этапах. Северная стена и примыкающие к ней постройки полуразрушенного замка, как раз и относятся ко времени правления крестоносцев, то есть, примерно, к первым сорока годам истории замка.
Также, до наших дней, сохранилась часовня крестоносцев на верхнем уровне крепости. По источникам XII века, правитель Эль-Карака имел своего собственного священника, который проводил службы в этом здании, хотя в городе также был и кафедральный собор.

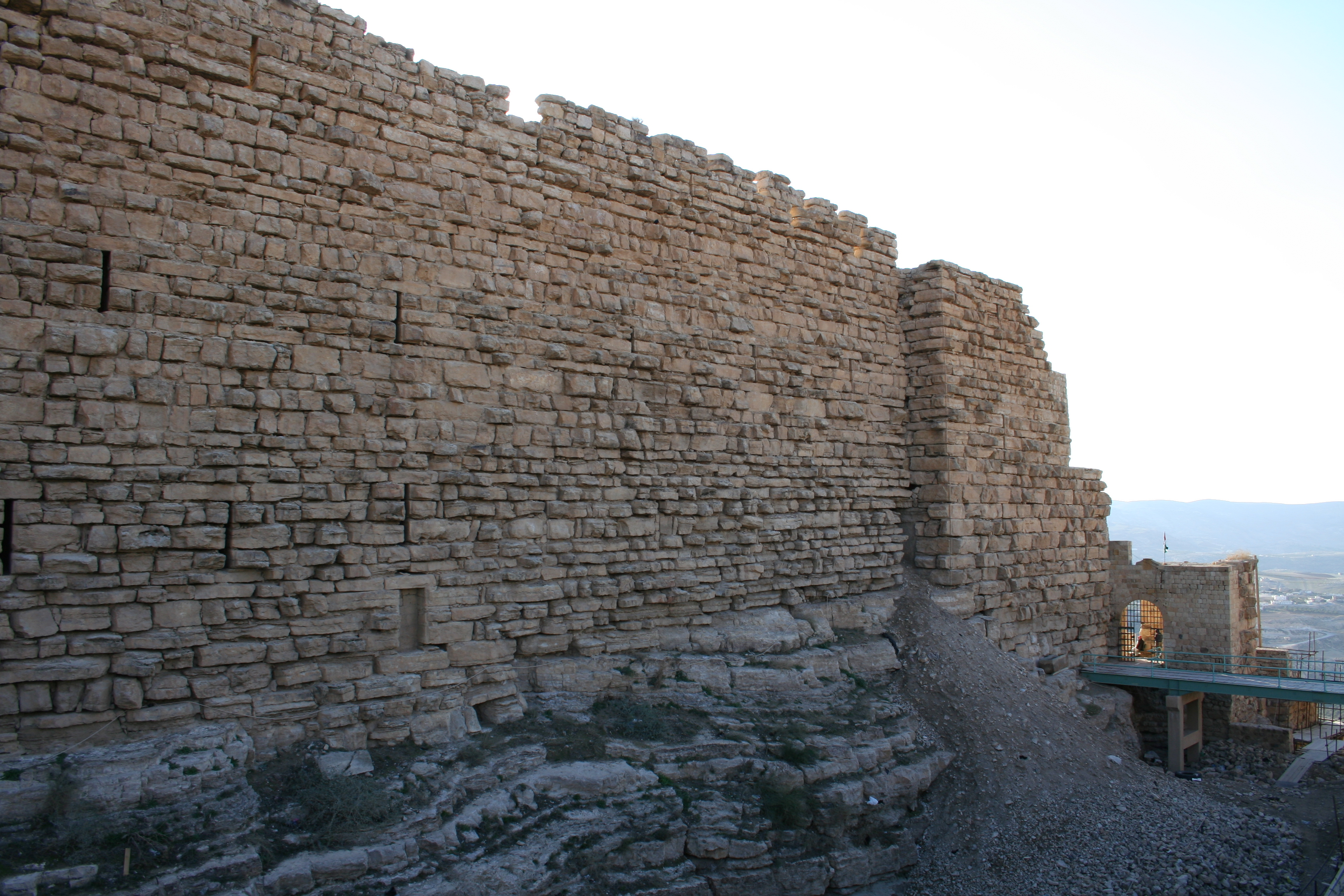
Кладка мусульман, отличающаяся от кладки крестоносцев большей аккуратностью и качеством материала (известняка)

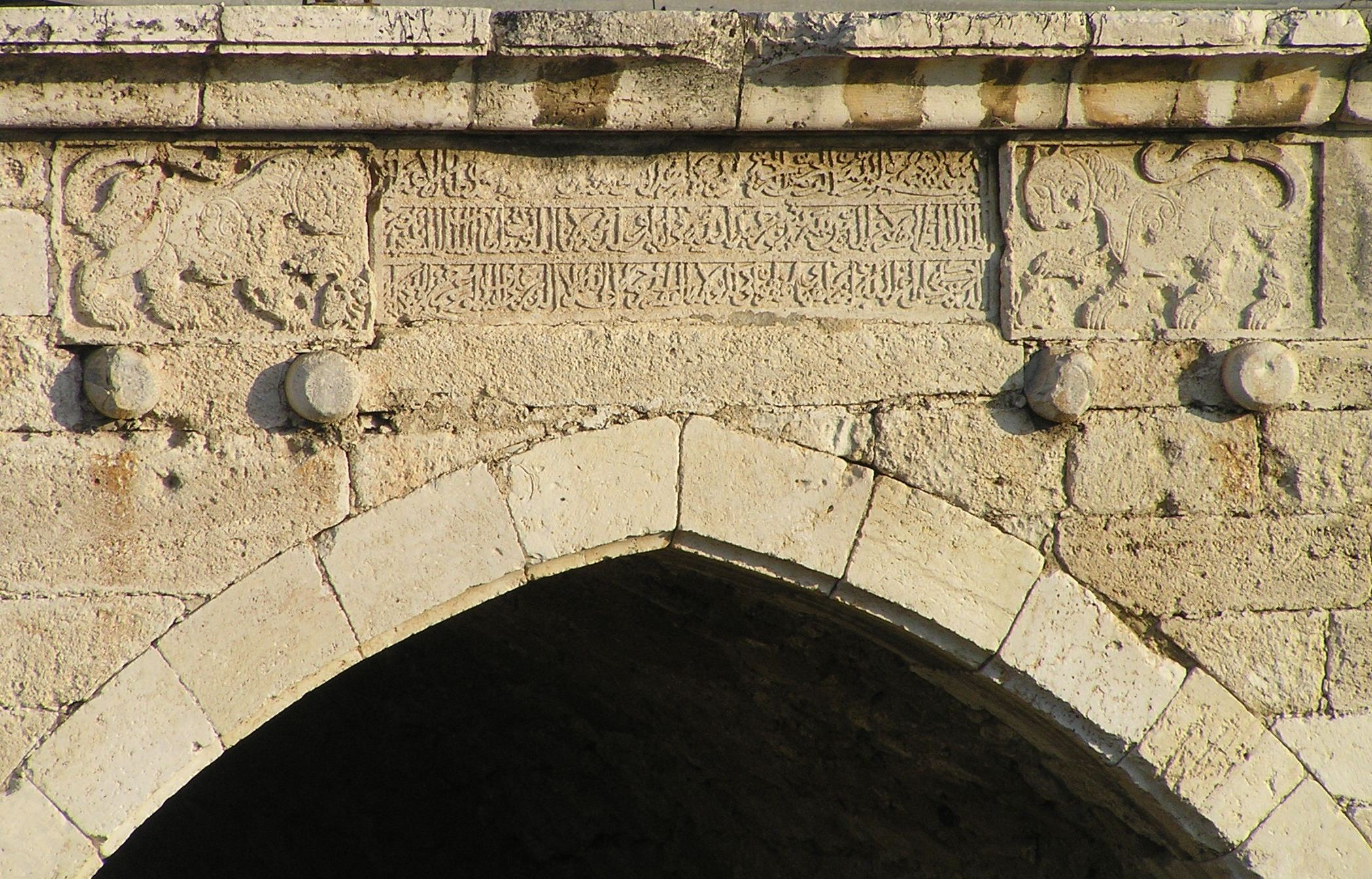
Такие же львы изображены на входе в башню, построенной по приказу Бейбарса, на чьей эмблеме красовалась пара львов

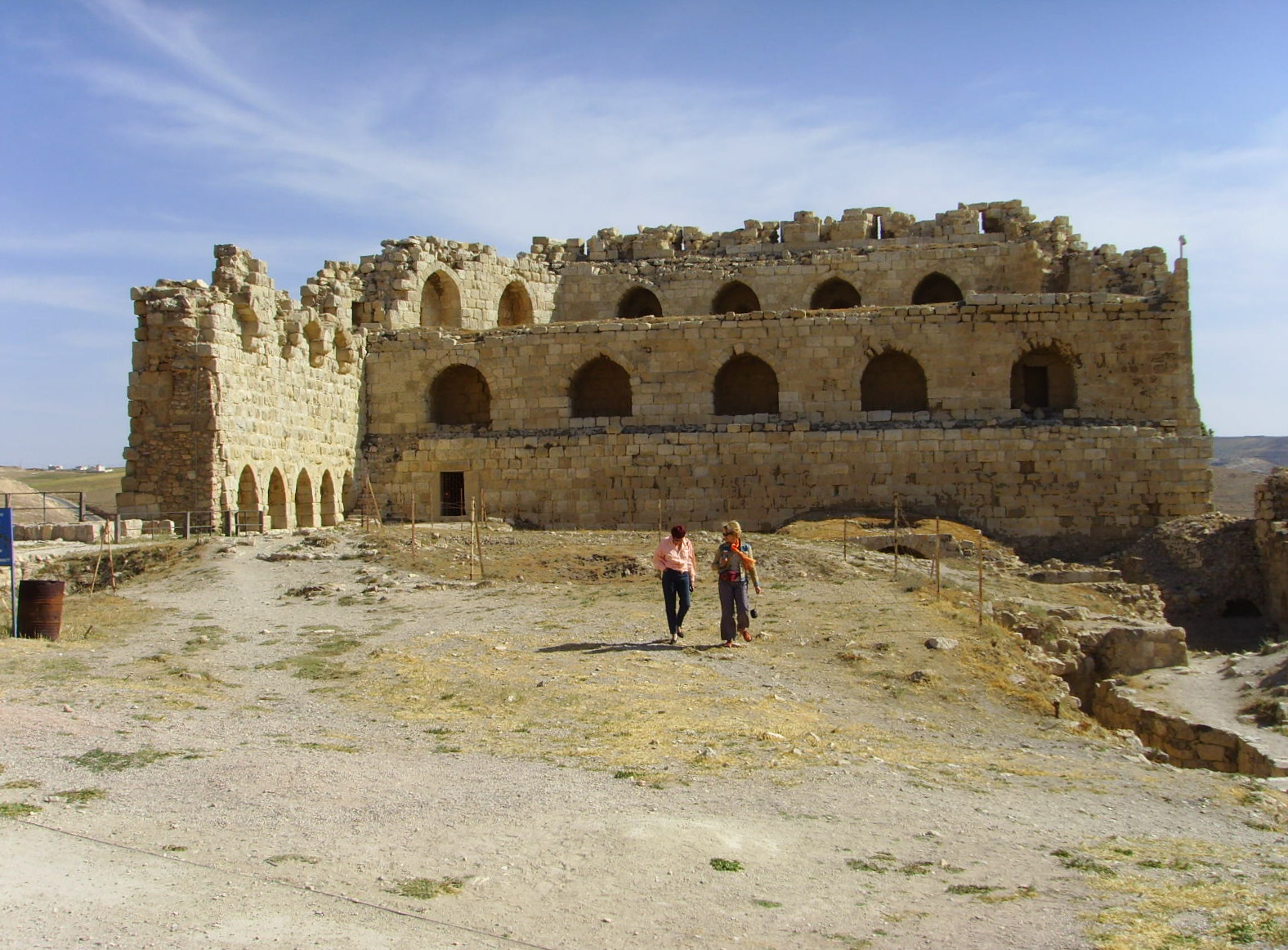
Стена западного фасада замка

В скале под замком было прорыто несколько этажей подземных галерей, по некоторым данным их насчитывается там семь штук. Вход в подземелья закрыт, даже освещение до сих пор не проведено. Местные гиды дабы продемонстрировать посетителям наличие этих подземных этажей, вынуждены бросать в половую дыру зажжённые предметы (чаще газету).
Объекты периода мусульман. Наиболее важным элементом архитектуры мусульман является донжон, сооружённый в южной части крепости. Донжон — это отдельно стоящая башня, четырёхугольная или округлая в плане, и поставленная в самом недоступном месте. Он служил убежищем при нападении неприятеля. Северная часть донжона представляет собой, окружённый комнатами, внутренний дворик, служивший, вероятно, в качестве резиденции мамлюкского султана Мухаммада ан-Насира, который правил Эль-Караком с 1293 по 1294, 1299 по 1309, 1310 по 1341 годы.
Известно, что султан Мухаммад ан-Насир приказал построить дворец, больницу, церковно-приходскую (религиозную) школу и учебный плац. Месторасположение всех этих построек установить пока невозможно, но имеются предположения, что дворец мог располагаться на территории замка. Известно что, султан использовал Эль-Карак как свою резиденцию, с тем, чтобы проводить больше времени с кочевыми племенами бедуинов этого региона, которым он даже отдал на обучение своего сына.
Помимо донжона из объектов мусульманского периода, можно отметить также Мамлюкский дворец, используемый турками в конце XIX века в качестве тюрьмы.

### Музеи
- Каракский археологический музей, который был открыт в 1980 году внутри старого замка. В нём содержатся фрагменты, относящиеся к периоду моавитян (в первом тысячелетии до н. э.), и последующим периодам: набатейскому, римскому, византийскому, времени правления крестоносцев и исламскому владычеству.

Главная часть музея находится в большом зале сводчатого подвала замка, который в период мамлюков предназначался для расквартирования военных. К нему (Археологическому музею) ведет вырубленная в камне лестница. Музей имеет в своей коллекции экспонаты, обнаруженные в районе Эль-Карака и Эт-Тафилы и относящиеся к разным периодам, от неолита до позднеисламского периода. Имеются здесь и предметы, обнаруженные во время археологических раскопок в пункте Баб аз-Зраа, позже прославившимся своими захоронениями, относящимся к бронзовому веку. Из могил в Баб аз-Зраа были извлечены остатки скелетов, глиняные предметы и стеклянная посуда (Византийского периода), орудия времен позднего железного века из Бусейры и набатейские орудия из Раббы и Касра.
Вторая часть музея расположилась в западном крыле замка в Эль-Караке. Здесь тоже имеются экспонаты (гончарные изделия, монеты и т. д.) разных эпох — от шестого тысячелетия до н. э. до XIV века н. э. В 2004 году музей был вновь открыт после реставрационных работ.
- Исламский музей Мазар — находится в городке аль-Мазар, расположившимся близ Эль-Карака. В музее имеется коллекция предметов и экспонатов (скульптура, керамика и монеты), отображающих цивилизацию, традиции, быт и культуру исламского населения.

Также в аль-Мазаре можно увидеть могилы уважаемых и почитаемых соратников Пророка Мухаммеда: Зайда ибн Харисы, Джафара ибн Аби Талиба и Абдаллаха ибн Рувахи. Приёмный сын пророка Мухаммеда и его сподвижник Зайд ибн Хариса руководил мусульманской армией в битве при Муте, считающейся самым важным и ожесточённым противостоянием, случившимся при жизни пророка Мухаммеда, в 629 году н. э., между объединёнными византийскими и гассанидскими войсками и мусульманами. Зайд ибн Хариса — единственный из сподвижников Пророка Мухаммеда, которого называют по имени в Священном Коране.

### Мавзолеи
- Мавзолей пророка Нуха  — находится непосредственно в Эль-Караке. Пророк Нух (Ной) предупредил человечество о грядущей каре божьей за поклонение идолам, и построил огромный ковчег, способный переждать наводнение. Также, рядом с городом находится его гробница.
- Мавзолей Сулеймана или (Соломона) — пророка и израильского царя, отличавшегося в своё время мудростью и благочестием. Расположен он в городке Сарфе — недалеко от Эль-Карака.
- Мавзолей Зайд ибн Али ибн аль-Хусейна — праправнука пророка Мухаммеда, знания, опыт и мудрость которого описывают следующим образом:

Среди нас он лучше всех знал Священный Коран, обладал самыми глубокими знаниями в области религии и больше всех заботился о своей семье...
Аль-Имам Джафар ас-Садик

## Образование
В Эль-Караке находится один из крупнейших вузов Иордании, который называется Университет Мута (Mu’tah University). Университет был основан 22 марта 1981 года Королевским Указом, по которому институт должен был готовить военных и гражданских специалистов с высшим образованием.
Первый и главный корпус Университета был построен в поселении Мута, расположенного около Эль-Карака, где в 629 году н. э. произошла битва между мусульманами и византийцами (Битва при Мута — Battle of Mu’tah), в которой мусульмане потерпели поражение. Многие корпуса Университета разбросаны по территории района. Так медицинский факультет находится в 7 км от главного корпуса, а здание сельскохозяйственного факультета расположено в 25 км от поселения Мута — в сельской местности.
Сейчас в Университете обучается около 17 тыс. студентов на 12-ти основных факультетах. Название Университета в честь сражения, по замыслу организаторов, должно было отражать это значимое событие в мусульманской истории и символизировать его важность и ценность.

## Спорт
В городе имеется два маленьких футбольных стадиона, каждый из которых рассчитан на 1000 зрителей: Al-Karak Field (Prince Faisal Bin Al-Hussein Sports Complex) — где играют любительские клубы: Dhat Ras, Mua’ab, Ghur As-Safy и Al-Helalia Field — стадион футбольной команды Университета Мута.

## Экология
Население Эль-Карака, и прилегающих к нему поселений, нередко страдает от высокой запылённости в городе. К тому же, анализ частиц пыли и проб почвы, указал на повышенное содержание в них тяжёлых металлов: свинца, меди, цинка, никеля, железа, хрома, кадмия и марганца. В городской черте их содержание в воздухе и земле значительно выше, чем на окружающих Эль-Карак территориях. Концентрация тяжёлых металлов в почве оказалась несколько выше, чем в образцах пыли. По мнению исследователей, источником загрязнения воздуха и почв, может быть либо человеческая активность (в том числе автомобильный транспорт), либо промышленная деятельность в свободной экономической зоне Эль-Карака.

## Города побратимы
- Бирмингем (США)

### Энциклопедии
- Малая энциклопедия городов. — М.: "Торсинг", 2001.
- Britannica Online Encyclopedia
- The Columbia Encyclopedia. — Sixth Edition. — Columbia University Press, 2004.
- Biblisch-historisches Handwörterbuch. — Göttingen, 1962—1979.
- Theologisches Wörterbuch zum Alten Testament. — Stuttgart, 1973.
- Neues Bibel-Lexikon. — Zürich, 1991—2001.
- The Anchor Bible Dictionary. — New York, 1992.

- Calwer Bibellexikon. — Stuttgart, 2003.
- Густерин П. В. Города Арабского Востока. — М.: Восток—Запад, 2007. — 352 с. — (Энциклопедический справочник). — 2000 экз. — ISBN 978-5-478-00729-4.

### Книги
- Abel F. M. Qir Haraseth // Géographie de la Palestine II. — Paris, 1938. — С. 418—419.

- Avi-Yonah, Michael. The Madaba Mosaic Map. — Jerusalem: Israel Exploration Society, 1954. — С. 42. — 80 с. (недоступная ссылка)

- Dalman, Gustaf. Aramäisch-Neuhebräisches Handwörterbuch zu Targum, Talmud und Midrasch. — Frankfurt: OLMS, 1938 (переизд. 1987). — ISBN 978-3-487-01602-3.

- Deschamps, P. La défense du royaume de Jérusalem. — Paris, 1939. — Т. 2.

- Donner, H. The Mosaic Map of Madaba. — Kampen, 1992. — С. 40.

- Donner, H.; Cüppers, H. Die Mosaikkarte von Madeba. — Wiesbaden, 1977.

- Glueck, N. Exploration in Eastern Palestione II. — New Haven: Annual of the American Schools of Oriental Researches (AASOR), 1934—1951. — Т. 15.

- Gubser, Peter. Politics and Change in al-Karak, Jordan: A Study of a Small Arab Town and its District. — London and New York: Oxford University Press. — 1973. — ISBN 0192158058.

- Hart, Stephen. Early Edom and Moab // Iron Age Settlement in the Land of Edom. — Sheffield, 1992. — 93-98 с.

- Kennedy, Hugh. Crusader Castles. — Cambridge University Press, 2000. — ISBN 0-521-79913-9.

- La Monte, J. L. Feudal Monarchy in the Latin Kingdom of Jerusalem. — New York, 1932.

- MacDonald, Burton. The Wadi el Hasa Archaeological Survey 1979-1983, West-Central Jordan. — Waterloo, Ontario, 1988.

- Miller, J. Maxwell. Archaeological Survey of the Kerak Plateau. — American Oriental Society (ASOR): Archaeological Reports, No.1. — Atlanta: Scholars Press, декабрь, 1991. — 123 с. — ISBN 978-1555406424.

- Miller, J. Maxwell. Recent Archaeological Developments Relevant to Ancient Moab // . — Dept. of Antiquities, Hashemite Kingdom of Jordan, 1982. — 173 с. — ISBN B0007BKKRU.

- Musil, Alois. Moab, Topographischer Reisebericht // Arabia Petraea. — Wien (Вена), 1907. — Т. 1.

- Runciman, Sir Steven. A History of the Crusades. — Cambridge University Press, 1952—1954. — Т. 2,3. — ISBN 9789997983619.

- Sadeque, S. F. Baybars I of Egypt. — Oxford University Press, 1956.

- Schlumberger, G. Renaud de Châtillon prince d'Antioche seigneur de la terre d'Outre-Jourdain. — Paris: Plon-Nourrit, 1898. — 319 с.

- Worschech, Udo. Das Land jenseits des Jordan. Biblische Archäologie in Jordanien. — Giessen / Basel: Brunnen Verlag, 2004. — 240 с. — ISBN 3-7655-9801-1.

### Статьи
- Alt, Albrecht. Zum römischen Straßennetz in der Moabitis // Zeitschrift des Deutschen Palästina-Vereins (ZDPV). — 1937. — № 60. — С. 240—244.

- Worschech, Udo; Knauf, E. A. Alte Straßen in der nordwestlichen Ard el-Kerak // Zeitschrift des Deutschen Palästina-Vereins (ZDPV). — 1985. — № 101. — С. 128—133.

- Weippert, M. Ar und Kir in Jesaja 15,1 - Mit Erwägungen zur historischen Geographie Moabs // Zeitschrift für alttestamentliche Wissenschaft (ZAW). — 1998. — № 110. — С. 547—555.

- F. Zayadine. The Karak District in the Madaba Map // The Madaba Map Centenary 1897-1997. — Jerusalem, 1999. — С. 229.

- G. López Monteagudo. The Architectonic Models on the Madaba Mosaic Map // The Madaba Map Centenary 1897-1997. — Jerusalem, 1999. — С. 256.

- Timm, St. Moab zwischen den Mächten. Studien zu historischen Denkmälern und Texten // Ägypten und Altes Testament (ÄAT), Wiesbaden. — 1989. — № 17.

- Jones, B. C. Howling over Moab. Irony and Rhetoric in Isaiah // Society of Biblical Literature Dissertation Series. — Atlanta, 1996. — Т. 157 (SBL.DS 157).